# 宗由貴
宗 由貴（そう ゆうき、1957年11月1日 - ）は、香川県仲多度郡多度津町出身の少林寺拳法グループ元総裁。

## 経歴
香川県明善高等学校（現・英明高等学校）卒業。父は香川県にある金剛禅総本山少林寺の開祖宗道臣で、父の死後の1980年5月、少林寺拳法師家第2世宗道臣を襲名した。
金剛禅総本山少林寺の管長を経て、少林寺拳法グループ総裁となる。
幼少時は少林寺拳法の修練をしていたが、膝を負傷して以降は武芸の稽古からは離れており、自身が保持している段級位は1級である。二児の母でもあるため、子育てと女性の社会進出に関して講演会を開くことが多い。
2019年12月31日、少林寺拳法グループ総裁を退任。翌2020年1月1日、実子である宗昂馬が少林寺拳法師家第3世（代表）に就任。

## 書籍
- 監修『「強さ」とは何か。 少林寺拳法創始者・宗道臣70の言葉』文春新書、2012年、ISBN 978-4-16-660860-7